# أسرياد (إستديو)
أسرياد (بالإنجليزية: Asread)‏ هو استوديو رسوم متحركة ياباني، تأسس في نوفمبر 2003 من قبل أعضاء سابقين في استوديو زيبيك. 

## أعمال الاستوديو

### مسلسلات أنمي تلفزيونية
- مينامي-كي (2008)
- يوميات المستقبل (2011-2012)
- لم أستطيع أن أصبح بطلاً لذا، قررت مكرهاً أن أحصل على وظيفة (2013)
- بيغ أوردر (2016)
- لورد أوف فيرميليون: الملك القرمزي (2018 بالتعاون مع استوديو تير)
- آريفوريتا: من مكان عمل شائع إلى الأقوى في العالم (2019 بالتعاون مع وايت فوكس)

### أونا/أوفا
- مينامي-ميكي:بيتسوبارا (2009)
- حفل الجثث (2012 ــ 2013)[2]
- بيغ أوردر (2015)

## وصلات خارجية
- الموقع الرسمي

أسرياد على موقع IMDb (الإنجليزية)
- أسرياد على موقع ANN company (الإنجليزية)